# Cierszewo
Cierszewo (prononciation : [t͡ɕɛrˈʂɛvɔ]) est un village polonais de la gmina de Brudzeń Duży dans le powiat de Płock de la voïvodie de Mazovie dans le centre-est de la Pologne.
Il se situe à environ 9 kilomètres au sud de Brudzeń Duży (siège de la gmina), 13 kilomètres au nord-ouest de Płock (siège du powiat) et à 1090 kilomètres au nord-ouest de Varsovie (capitale de la Pologne).
Le village compte approximativement une population de 21 habitants en 2006.

## Histoire
De 1975 à 1998, le village appartenait administrativement à la voïvodie de Płock.